# Saison 2020-2021 des Wizards de Washington
La saison 2020-2021 des Wizards de Washington est la 60e saison de la franchise en NBA et la 48e saison dans la ville de Washington.
A l'intersaison, John Wall est transféré pour accueillir Russell Westbrook afin de former un nouveau duo d'extérieurs. La franchise se sépare de son plus vieux pensionnaire, Wall, présent depuis 2009.
Au début de saison, au bout de 10 matchs, la franchise perd son pivot titulaire Thomas Bryant, sur blessure. Bradley Beal est quant à lui sélectionné pour participer au NBA All-Star Game. Le 29 mars, Westbrook devient le recordman des triple-doubles de la franchise, avec un total de 16 triple-doubles en 38 matchs, de plus il réalise le premier triple-double avec au moins 35 points et 20 passes décisives. Les Wizards perdent également Deni Avdija, sur blessure en fin de saison. Le 10 mai, Westbrook devient le recordman du nombre de triple-doubles en carrière, avec 182 triple-doubles en carrière.
L'équipe se qualifie pour le play-in tournament de fin de saison. Une première défaite face aux Celtics de Boston oblige les Wizards à battre les Pacers de l'Indiana, pour se qualifier en playoffs. Néanmoins, au premier tour des playoffs, la franchise s'incline face aux 76ers de Philadelphie.
À l'issue de la saison, la franchise se sépare de Scott Brooks, qui était à la tête de l'équipe depuis 5 années.

## Draft
| Tour | Choix | Joueur      | Poste | Nationalité | Provenance            |
| ---- | ----- | ----------- | ----- | ----------- | --------------------- |
| 1    | 9     | Deni Avdija | SF/PF | Israël      | Maccabi Tel-Aviv      |
| 2    | 37    | Vít Krejčí  | PG    | Turquie     | Basket Saragosse 2002 |

## Matchs

### Pré-saison
| Pré-saison Total: 1-2 (Domicile : 1-1; Extérieur : 0-1) |

| Match | Date match  | Équipe     | Score     | Meilleur marqueur   | Meilleur rebondeur | Meilleur passeur    | Lieux             | Série |
| ----- | ----------- | ---------- | --------- | ------------------- | ------------------ | ------------------- | ----------------- | ----- |
| 1     | 13 décembre | @ Brooklyn | D 114-119 | Rui Hachimura (18)  | Moritz Wagner (7)  | Raul Togni Neto (6) | Barclays Center   | 0 - 1 |
| 2     | 17 décembre | Détroit    | D 86-97   | Troy Brown Jr. (14) | Thomas Bryant (8)  | Quatre joueurs (3)  | Capital One Arena | 0 - 2 |
| 3     | 19 décembre | Détroit    | V 99-96   | Thomas Bryant (22)  | Deni Avdija (10)   | Ish Smith (8)       | Capital One Arena | 1 - 2 |

### Saison régulière
| Saison régulière Total: 34-38 (Domicile : 19-17; Extérieur : 15-21) |

| Match | Date match  | Équipe         | Score     | Meilleur marqueur | Meilleur rebondeur     | Meilleur passeur       | Lieux              | Série |
| ----- | ----------- | -------------- | --------- | ----------------- | ---------------------- | ---------------------- | ------------------ | ----- |
| 1     | 23 décembre | @ Philadelphie | D 107-113 | Bradley Beal (31) | Russell Westbrook (11) | Russell Westbrook (15) | Wells Fargo Center | 0 - 1 |
| 2     | 26 décembre | Orlando        | D 120-130 | Bradley Beal (39) | Russell Westbrook (15) | Russell Westbrook (12) | Capital One Arena  | 0 - 2 |
| 3     | 27 décembre | Orlando        | D 113-120 | Bradley Beal (29) | Deni Avdija (9)        | Bradley Beal (7)       | Capital One Arena  | 0 - 3 |
| 4     | 29 décembre | Chicago        | D 107-115 | Bradley Beal (29) | Russell Westbrook (15) | Russell Westbrook (11) | Capital One Arena  | 0 - 4 |
| 5     | 31 décembre | Chicago        | D 130-133 | Beal, Bryant (28) | Russell Westbrook (10) | Russell Westbrook (11) | Capital One Arena  | 0 - 5 |

| Match                                                                                           | Date match  | Équipe                | Score     | Meilleur marqueur      | Meilleur rebondeur     | Meilleur passeur       | Lieux                | Série  |
| ----------------------------------------------------------------------------------------------- | ----------- | --------------------- | --------- | ---------------------- | ---------------------- | ---------------------- | -------------------- | ------ |
| 6                                                                                               | 1er janvier | @ Minnesota           | V 130-109 | Bradley Beal (31)      | Avdija, Bryant (7)     | Ish Smith (9)          | Target Center        | 1 - 5  |
| 7                                                                                               | 3 janvier   | @ Brooklyn            | V 123-122 | Bradley Beal (27)      | Thomas Bryant (14)     | Russell Westbrook (10) | Barclays Center      | 2 - 5  |
| 8                                                                                               | 6 janvier   | @ Philadelphie        | D 136-141 | Bradley Beal (60)      | Russell Westbrook (8)  | Russell Westbrook (12) | Wells Fargo Center   | 2 - 6  |
| 9                                                                                               | 8 janvier   | @ Boston              | D 107-116 | Bradley Beal (41)      | Thomas Bryant (8)      | Russell Westbrook (8)  | TD Garden            | 2 - 7  |
| 10                                                                                              | 9 janvier   | Miami                 | D 124-128 | Garrison Mathews (22)  | Moritz Wagner (7)      | Ish Smith (7)          | Capital One Arena    | 2 - 8  |
| 11                                                                                              | 11 janvier  | Phoenix               | V 128-107 | Bradley Beal (34)      | Robin Lopez (11)       | Bradley Beal (9)       | Capital One Arena    | 3 - 8  |
| -                                                                                               | 13 janvier  | Utah                  | Reporté*  | Reporté*               | Reporté*               | Reporté*               | Capital One Arena    | -      |
| -                                                                                               | 15 janvier  | @ Détroit             | Reporté*  | Reporté*               | Reporté*               | Reporté*               | Little Caesars Arena | -      |
| -                                                                                               | 17 janvier  | Cleveland             | Reporté*  | Reporté*               | Reporté*               | Reporté*               | Capital One Arena    | -      |
| -                                                                                               | 18 janvier  | Cleveland             | Reporté*  | Reporté*               | Reporté*               | Reporté*               | Capital One Arena    | -      |
| -                                                                                               | 20 janvier  | @ Charlotte           | Reporté*  | Reporté*               | Reporté*               | Reporté*               | Spectrum Center      | -      |
| -                                                                                               | 22 janvier  | @ Milwaukee           | Reporté*  | Reporté*               | Reporté*               | Reporté*               | Fiserv Forum         | -      |
| 12                                                                                              | 24 janvier  | @ San Antonio         | D 101-121 | Bradley Beal (31)      | Russell Westbrook (8)  | Russell Westbrook (6)  | AT&T Center          | 3 - 9  |
| 13                                                                                              | 26 janvier  | @ Houston             | D 88-107  | Bradley Beal (33)      | Russell Westbrook (11) | Russell Westbrook (7)  | Toyota Center        | 3 - 10 |
| 14                                                                                              | 27 janvier  | @ La Nouvelle-Orléans | D 106-124 | Bradley Beal (47)      | Jordan Bell (11)       | Bradley Beal (6)       | Smoothie King Center | 3 - 11 |
| 15                                                                                              | 29 janvier  | Atlanta               | D 100-116 | Russell Westbrook (26) | Alex Len (9)           | Russell Westbrook (4)  | Capital One Arena    | 3 - 12 |
| 16                                                                                              | 31 janvier  | Brooklyn              | V 149-146 | Russell Westbrook (41) | Russell Westbrook (10) | Russell Westbrook (8)  | Capital One Arena    | 4 - 12 |
| * Les matchs ont été reportés à la suite du protocole sanitaire de la ligue contre la covid-19. |             |                       |           |                        |                        |                        |                      |        |

| Match | Date match | Équipe          | Score          | Meilleur marqueur      | Meilleur rebondeur       | Meilleur passeur       | Lieux                   | Série   |
| ----- | ---------- | --------------- | -------------- | ---------------------- | ------------------------ | ---------------------- | ----------------------- | ------- |
| 17    | 2 février  | Portland        | D 121-132      | Bradley Beal (37)      | Russell Westbrook (12)   | Russell Westbrook (10) | Capital One Arena       | 4 - 13  |
| 18    | 3 février  | @ Miami         | V 103-100      | Bradley Beal (32)      | Rui Hachimura (9)        | Ish Smith (6)          | American Airlines Arena | 5 - 13  |
| 19    | 5 février  | @ Miami         | D 95-122       | Alex Len (18)          | Robin Lopez (7)          | Ish Smith (5)          | American Airlines Arena | 5 - 14  |
| 20    | 7 février  | @ Charlotte     | D 97-119       | Bradley Beal (31)      | Russell Westbrook (11)   | Russell Westbrook (9)  | Spectrum Center         | 5 - 15  |
| 21    | 8 février  | @ Chicago       | V 105-101      | Bradley Beal (35)      | Avdija, Hachimura (10)   | Beal, Smith (7)        | United Center           | 6 - 15  |
| 22    | 10 février | Toronto         | D 115-137      | Bradley Beal (24)      | Avdija, Hachimura (7)    | Russell Westbrook (7)  | Capital One Arena       | 6 - 16  |
| 23    | 12 février | New York        | D 91-109       | Russell Westbrook (23) | Russell Westbrook (9)    | Russell Westbrook (10) | Capital One Arena       | 6 - 17  |
| 24    | 14 février | Boston          | V 104-91       | Bradley Beal (35)      | Deni Avdija (10)         | Russell Westbrook (11) | Capital One Arena       | 7 - 17  |
| 25    | 15 février | Houston         | V 131-119      | Bradley Beal (37)      | Russell Westbrook (13)   | Russell Westbrook (15) | Capital One Arena       | 8 - 17  |
| 26    | 17 février | Denver          | V 130-128      | Dāvis Bertāns (35)     | Russell Westbrook (13)   | Russell Westbrook (12) | Capital One Arena       | 9 - 17  |
| 27    | 20 février | @ Portland      | V 118-111      | Bradley Beal (37)      | Lopez, Westbrook (11)    | Russell Westbrook (13) | Moda Center             | 10 - 17 |
| 28    | 22 février | @ L.A. Lakers   | V 127-124 (OT) | Bradley Beal (33)      | Russell Westbrook (14)   | Russell Westbrook (9)  | Staples Center          | 11 - 17 |
| 29    | 23 février | @ L.A. Clippers | D 116-135      | Bradley Beal (28)      | Hachimura, Westbrook (9) | Beal, Westbrook (10)   | Staples Center          | 11 - 18 |
| 30    | 25 février | @ Denver        | V 112-110      | Bradley Beal (33)      | Russell Westbrook (10)   | Russell Westbrook (10) | Ball Arena              | 12 - 18 |
| 31    | 27 février | Minnesota       | V 128-112      | Bradley Beal (34)      | Russell Westbrook (14)   | Russell Westbrook (12) | Capital One Arena       | 13 - 18 |
| 32    | 28 février | @ Boston        | D 110-111      | Bradley Beal (46)      | Russell Westbrook (11)   | Russell Westbrook (4)  | TD Garden               | 13 - 19 |

| Match                  | Date match | Équipe        | Score     | Meilleur marqueur      | Meilleur rebondeur     | Meilleur passeur       | Lieux                 | Série   |
| ---------------------- | ---------- | ------------- | --------- | ---------------------- | ---------------------- | ---------------------- | --------------------- | ------- |
| 33                     | 2 mars     | Memphis       | D 111-125 | Beal, Westbrook (23)   | Avdija, Len (7)        | Russell Westbrook (15) | Capital One Arena     | 13 - 20 |
| 34                     | 4 mars     | L.A. Clippers | V 119-117 | Bradley Beal (33)      | Russell Westbrook (9)  | Russell Westbrook (11) | Capital One Arena     | 14 - 20 |
| NBA All-Star Game 2021 |            |               |           |                        |                        |                        |                       |         |
| 35                     | 10 mars    | @ Memphis     | D 112-127 | Bradley Beal (21)      | Trois joueurs (6)      | Russell Westbrook (10) | FedExForum            | 14 - 21 |
| 36                     | 12 mars    | Philadelphie  | D 101-127 | Russell Westbrook (25) | Trois joueurs (5)      | Russell Westbrook (8)  | Capital One Arena     | 14 - 22 |
| 37                     | 13 mars    | Milwaukee     | D 119-125 | Russell Westbrook (42) | Rui Hachimura (11)     | Russell Westbrook (12) | Capital One Arena     | 14 - 23 |
| 38                     | 15 mars    | Milwaukee     | D 122-133 | Bradley Beal (37)      | Rui Hachimura (7)      | Russell Westbrook (17) | Capital One Arena     | 14 - 24 |
| 39                     | 17 mars    | Sacramento    | D 119-121 | Bradley Beal (29)      | Russell Westbrook (14) | Russell Westbrook (10) | Capital One Arena     | 14 - 25 |
| 40                     | 18 mars    | Utah          | V 131-122 | Bradley Beal (43)      | Russell Westbrook (15) | Russell Westbrook (13) | Capital One Arena     | 15 - 25 |
| 41                     | 21 mars    | @ Brooklyn    | D 106-113 | Russell Westbrook (29) | Russell Westbrook (13) | Russell Westbrook (13) | Barclays Center       | 15 - 26 |
| 42                     | 23 mars    | @ New York    | D 113-131 | Bradley Beal (22)      | Rui Hachimura (7)      | Russell Westbrook (12) | Madison Square Garden | 15 - 27 |
| 43                     | 25 mars    | @ New York    | D 102-106 | Bradley Beal (26)      | Russell Westbrook (18) | Beal, Westbrook (9)    | Madison Square Garden | 15 - 28 |
| 44                     | 27 mars    | Détroit       | V 106-92  | Russell Westbrook (19) | Russell Westbrook (19) | Russell Westbrook (10) | Capital One Arena     | 16 - 28 |
| 45                     | 29 mars    | Indiana       | V 132-124 | Russell Westbrook (35) | Russell Westbrook (14) | Russell Westbrook (21) | Capital One Arena     | 17 - 28 |
| 46                     | 30 mars    | Charlotte     | D 104-114 | Rui Hachimura (30)     | Russell Westbrook (15) | Russell Westbrook (14) | Capital One Arena     | 17 - 29 |

| Match | Date match | Équipe              | Score          | Meilleur marqueur      | Meilleur rebondeur     | Meilleur passeur       | Lieux                      | Série   |
| ----- | ---------- | ------------------- | -------------- | ---------------------- | ---------------------- | ---------------------- | -------------------------- | ------- |
| 47    | 1er avril  | @ Détroit           | D 91-120       | Lopez, Westbrook (16)  | Russell Westbrook (11) | Russell Westbrook (12) | Little Caesars Arena       | 17 - 30 |
| 48    | 3 avril    | Dallas              | D 87-109       | Russell Westbrook (26) | Russell Westbrook (14) | Russell Westbrook (5)  | Capital One Arena          | 17 - 31 |
| 49    | 5 avril    | @ Toronto           | D 101-103      | Russell Westbrook (23) | Russell Westbrook (14) | Russell Westbrook (11) | Amalie Arena               | 17 - 32 |
| 50    | 7 avril    | @ Orlando           | V 131-116      | Bradley Beal (26)      | Russell Westbrook (14) | Russell Westbrook (15) | Amway Center               | 18 - 32 |
| 51    | 9 avril    | @ Golden State      | V 110-107      | Rui Hachimura (22)     | Russell Westbrook (14) | Russell Westbrook (14) | Chase Center               | 19 - 32 |
| 52    | 10 avril   | @ Phoenix           | D 106-134      | Raul Togni Neto (24)   | Russell Westbrook (11) | Russell Westbrook (14) | PHX Arena                  | 19 - 33 |
| 53    | 12 avril   | @ Utah              | V 125-121      | Bradley Beal (34)      | Russell Westbrook (14) | Russell Westbrook (14) | Vivint Smart Home Arena    | 20 - 33 |
| 54    | 14 avril   | @ Sacramento        | V 123-111      | Bradley Beal (31)      | Russell Westbrook (15) | Russell Westbrook (11) | Golden 1 Center            | 21 - 33 |
| 55    | 16 avril   | La Nouvelle-Orléans | V 117-115 (OT) | Russell Westbrook (36) | Russell Westbrook (15) | Russell Westbrook (9)  | Capital One Arena          | 22 - 33 |
| 56    | 17 avril   | Détroit             | V 121-100      | Bradley Beal (37)      | Russell Westbrook (14) | Russell Westbrook (11) | Capital One Arena          | 23 - 33 |
| 57    | 19 avril   | Oklahoma City       | V 119-107      | Bradley Beal (30)      | Russell Westbrook (11) | Russell Westbrook (17) | Capital One Arena          | 24 - 33 |
| 58    | 21 avril   | Golden State        | V 118-114      | Bradley Beal (29)      | Russell Westbrook (20) | Russell Westbrook (10) | Capital One Arena          | 25 - 33 |
| 59    | 23 avril   | @ Oklahoma City     | V 129-109      | Russell Westbrook (37) | Russell Westbrook (11) | Russell Westbrook (11) | Chesapeake Energy Arena    | 26 - 33 |
| 60    | 25 avril   | Cleveland           | V 119-110      | Bradley Beal (33)      | Beal, Gafford (6)      | Russell Westbrook (11) | Capital One Arena          | 27 - 33 |
| 61    | 26 avril   | San Antonio         | D 143-146 (OT) | Bradley Beal (45)      | Russell Westbrook (13) | Russell Westbrook (14) | Capital One Arena          | 27 - 34 |
| 62    | 28 avril   | L.A. Lakers         | V 116-107      | Bradley Beal (27)      | Russell Westbrook (18) | Russell Westbrook (14) | Capital One Arena          | 28 - 34 |
| 63    | 30 avril   | @ Cleveland         | V 122-93       | Bradley Beal (19)      | Russell Westbrook (12) | Russell Westbrook (11) | Rocket Mortgage FieldHouse | 29 - 34 |

| Match | Date match | Équipe      | Score          | Meilleur marqueur      | Meilleur rebondeur     | Meilleur passeur       | Lieux                    | Série   |
| ----- | ---------- | ----------- | -------------- | ---------------------- | ---------------------- | ---------------------- | ------------------------ | ------- |
| 64    | 1er mai    | @ Dallas    | D 124-125      | Russell Westbrook (42) | Russell Westbrook (10) | Russell Westbrook (9)  | American Airlines Center | 29 - 35 |
| 65    | 3 mai      | Indiana     | V 154-141      | Rui Hachimura (27)     | Russell Westbrook (21) | Russell Westbrook (24) | Capital One Arena        | 30 - 35 |
| 66    | 5 mai      | @ Milwaukee | D 134-135      | Bradley Beal (42)      | Russell Westbrook (12) | Russell Westbrook (17) | Fiserv Forum             | 30 - 36 |
| 67    | 6 mai      | @ Toronto   | V 131-129 (OT) | Bradley Beal (28)      | Russell Westbrook (17) | Russell Westbrook (17) | Amalie Arena             | 31 - 36 |
| 68    | 8 mai      | @ Indiana   | V 133-132 (OT) | Bradley Beal (50)      | Russell Westbrook (19) | Russell Westbrook (15) | Bankers Life Fieldhouse  | 32 - 36 |
| 69    | 10 mai     | @ Atlanta   | D 124-125      | Russell Westbrook (28) | Russell Westbrook (13) | Russell Westbrook (21) | State Farm Arena         | 32 - 37 |
| 70    | 12 mai     | @ Atlanta   | D 116-120      | Russell Westbrook (34) | Alex Len (10)          | Russell Westbrook (15) | State Farm Arena         | 32 - 38 |
| 71    | 14 mai     | Cleveland   | V 120-105      | Russell Westbrook (21) | Russell Westbrook (12) | Russell Westbrook (17) | Capital One Arena        | 33 - 38 |
| 72    | 16 mai     | Charlotte   | V 115-110      | Bradley Beal (25)      | Russell Westbrook (15) | Russell Westbrook (10) | Capital One Arena        | 34 - 38 |

### Play-in tournament
| Play-in Total: 1-1 (Domicile : 1-0; Extérieur : 0-1) |

| Match | Date match | Équipe   | Score     | Meilleur marqueur | Meilleur rebondeur     | Meilleur passeur | Lieux     | Série |
| ----- | ---------- | -------- | --------- | ----------------- | ---------------------- | ---------------- | --------- | ----- |
| 1     | 18 mai     | @ Boston | D 100-118 | Bradley Beal (22) | Russell Westbrook (14) | Bradley Beal (6) | TD Garden | 0 - 1 |

| Match | Date match | Équipe  | Score     | Meilleur marqueur | Meilleur rebondeur  | Meilleur passeur       | Lieux             | Série |
| ----- | ---------- | ------- | --------- | ----------------- | ------------------- | ---------------------- | ----------------- | ----- |
| 1     | 20 mai     | Indiana | V 142-115 | Bradley Beal (25) | Daniel Gafford (13) | Russell Westbrook (15) | Capital One Arena | 1 - 0 |

### Playoffs
| Playoffs Total: 1-4 (Domicile : 1-1; Extérieur : 0-3) |

| Match | Date match | Équipe         | Score     | Meilleur marqueur      | Meilleur rebondeur     | Meilleur passeur       | Lieux              | Série |
| ----- | ---------- | -------------- | --------- | ---------------------- | ---------------------- | ---------------------- | ------------------ | ----- |
| 1     | 23 mai     | @ Philadelphie | D 118-125 | Bradley Beal (33)      | Bradley Beal (10)      | Russell Westbrook (14) | Wells Fargo Center | 0 - 1 |
| 2     | 26 mai     | @ Philadelphie | D 95-120  | Bradley Beal (33)      | Rui Hachimura (7)      | Russell Westbrook (11) | Wells Fargo Center | 0 - 2 |
| 3     | 29 mai     | Philadelphie   | D 103-132 | Russell Westbrook (26) | Russell Westbrook (12) | Russell Westbrook (10) | Capital One Arena  | 0 - 3 |
| 4     | 31 mai     | Philadelphie   | V 122-114 | Bradley Beal (27)      | Russell Westbrook (21) | Russell Westbrook (14) | Capital One Arena  | 1 - 3 |
| 5     | 2 juin     | @ Philadelphie | D 112-129 | Bradley Beal (32)      | Russell Westbrook (8)  | Russell Westbrook (10) | Wells Fargo Center | 1 - 4 |

### Confrontations en saison régulière
| Conférence Est      | Conférence Est                              | Conférence Est                              | Conférence Est                              | Conférence Est                              | Conférence Ouest                            | Conférence Ouest                            | Conférence Ouest                            |
| Division Atlantique | Division Atlantique                         | Division Atlantique                         | Division Atlantique                         | Division Atlantique                         | Division Nord-Ouest                         | Division Nord-Ouest                         | Division Nord-Ouest                         |
| Équipe              | Domicile                                    | Domicile                                    | Extérieur                                   | Extérieur                                   | Équipe                                      | Domicile                                    | Extérieur                                   |
| ------------------- | ------------------------------------------- | ------------------------------------------- | ------------------------------------------- | ------------------------------------------- | ------------------------------------------- | ------------------------------------------- | ------------------------------------------- |
| Boston              | 104-91                                      |                                             | 107-116                                     | 110-111                                     | Denver                                      | 130-128                                     | 112-110                                     |
| Brooklyn            | 149-146                                     |                                             | 123-122                                     | 106-113                                     | Minnesota                                   | 128-112                                     | 130-109                                     |
| New York            | 91-109                                      |                                             | 113-131                                     | 102-106                                     | Oklahoma City                               | 119-107                                     | 129-109                                     |
| Philadelphie        | 101-127                                     |                                             | 107-113                                     | 136-141                                     | Portland                                    | 121-132                                     | 118-111                                     |
| Toronto             | 115-137                                     |                                             | 101-103                                     | 131-129 (OT)                                | Utah                                        | 131-122                                     | 125-121                                     |
|                     | 2–3                                         | 2–3                                         | 2–8                                         | 2–8                                         |                                             | 4–1                                         | 5–0                                         |
| Division            | 4–11                                        | 4–11                                        | 4–11                                        | 4–11                                        | Division                                    | 9–1                                         | 9–1                                         |
| Division Centrale   | Division Centrale                           | Division Centrale                           | Division Centrale                           | Division Centrale                           | Division Pacifique                          | Division Pacifique                          | Division Pacifique                          |
| Équipe              | Domicile                                    | Domicile                                    | Extérieur                                   | Extérieur                                   | Équipe                                      | Domicile                                    | Extérieur                                   |
| Chicago             | 107-115                                     | 130-133                                     | 105-101                                     |                                             | Golden State                                | 118-114                                     | 110-107                                     |
| Cleveland           | 119-110                                     | 120-105                                     | 122-93                                      |                                             | L.A. Clippers                               | 119-117                                     | 116-135                                     |
| Detroit             | 106-92                                      | 121-100                                     | 91-120                                      |                                             | L.A. Lakers                                 | 116-107                                     | 127-124 (OT)                                |
| Indiana             | 132-124                                     | 154-141                                     | 133-132 (OT)                                |                                             | Phoenix                                     | 128-107                                     | 106-134                                     |
| Milwaukee           | 119-125                                     | 122-133                                     | 134-135                                     |                                             | Sacramento                                  | 119-121                                     | 123-111                                     |
|                     | 6–4                                         | 6–4                                         | 3–2                                         | 3–2                                         |                                             | 4–1                                         | 3–2                                         |
| Division            | 9–6                                         | 9–6                                         | 9–6                                         | 9–6                                         | Division                                    | 7–3                                         | 7–3                                         |
| Division Sud-Est    | Division Sud-Est                            | Division Sud-Est                            | Division Sud-Est                            | Division Sud-Est                            | Division Sud-Ouest                          | Division Sud-Ouest                          | Division Sud-Ouest                          |
| Équipe              | Domicile                                    | Domicile                                    | Extérieur                                   | Extérieur                                   | Équipe                                      | Domicile                                    | Extérieur                                   |
| Atlanta             | 100-116                                     |                                             | 124-125                                     | 116-120                                     | Dallas                                      | 87-109                                      | 124-125                                     |
| Charlotte           | 104-114                                     | 115-110                                     | 97-119                                      |                                             | Houston                                     | 131-119                                     | 88-107                                      |
| Miami               | 124-128                                     |                                             | 103-100                                     | 95-122                                      | Memphis                                     | 111-125                                     | 112-127                                     |
| Orlando             | 120-130                                     | 113-120                                     | 131-116                                     |                                             | New Orleans                                 | 117-115 (OT)                                | 106-124                                     |
|                     |                                             |                                             |                                             |                                             | San Antonio                                 | 143-146 (OT)                                | 101-121                                     |
|                     | 1–5                                         | 1–5                                         | 2–4                                         | 2–4                                         |                                             | 2–3                                         | 0–5                                         |
| Division            | 3–9                                         | 3–9                                         | 3–9                                         | 3–9                                         | Division                                    | 2–8                                         | 2–8                                         |
| Conférence          | 16–26 (Domicile : 9–12; Extérieur : 7–14)   | 16–26 (Domicile : 9–12; Extérieur : 7–14)   | 16–26 (Domicile : 9–12; Extérieur : 7–14)   | 16–26 (Domicile : 9–12; Extérieur : 7–14)   | Conférence                                  | 18–12 (Domicile : 10–5; Extérieur : 8–7)    | 18–12 (Domicile : 10–5; Extérieur : 8–7)    |
| Total               | 34–38 (Domicile : 19–17; Extérieur : 15–21) | 34–38 (Domicile : 19–17; Extérieur : 15–21) | 34–38 (Domicile : 19–17; Extérieur : 15–21) | 34–38 (Domicile : 19–17; Extérieur : 15–21) | 34–38 (Domicile : 19–17; Extérieur : 15–21) | 34–38 (Domicile : 19–17; Extérieur : 15–21) | 34–38 (Domicile : 19–17; Extérieur : 15–21) |

## Classements
| Conférence Est | Conférence Est             | Conférence Est | Conférence Est | Conférence Est | Conférence Est | Conférence Est | Conférence Est |
| No             | Franchise                  | Vic.           | Déf.           | MJ             | V/D            | GB             |                |
| -------------- | -------------------------- | -------------- | -------------- | -------------- | -------------- | -------------- | -------------- |
| 1              | c - 76ers de Philadelphie* | 49             | 23             | 72             | .681           | –              |                |
| 2              | x - Nets de Brooklyn       | 48             | 24             | 72             | .667           | 1              |                |
| 3              | y - Bucks de Milwaukee*    | 46             | 26             | 72             | .639           | 3              |                |
| 4              | x - Knicks de New York     | 41             | 31             | 72             | .569           | 8              |                |
| 5              | y - Hawks d'Atlanta*       | 41             | 31             | 72             | .569           | 8              |                |
| 6              | x - Heat de Miami          | 40             | 32             | 72             | .556           | 9              |                |
|                |                            |                |                |                |                |                |                |
| 7              | x - Celtics de Boston      | 36             | 36             | 72             | .500           | 13             |                |
| 8              | x - Wizards de Washington  | 34             | 38             | 72             | .472           | 15             |                |
| 9              | o - Pacers de l'Indiana    | 34             | 38             | 72             | .472           | 15             |                |
| 10             | o - Hornets de Charlotte   | 33             | 39             | 72             | .458           | 16             |                |
|                |                            |                |                |                |                |                |                |
| 11             | o - Bulls de Chicago       | 31             | 41             | 72             | .431           | 18             |                |
| 12             | o - Raptors de Toronto     | 27             | 45             | 72             | .375           | 22             |                |
| 13             | o - Cavaliers de Cleveland | 22             | 50             | 72             | .306           | 27             |                |
| 14             | o - Magic d'Orlando        | 21             | 51             | 72             | .292           | 28             |                |
| 15             | o - Pistons de Détroit     | 20             | 52             | 72             | .278           | 29             |                |

| Division Sud-Est          | V  | D  | MJ | V/D  | GB | Dom   | Ext   | Div |
| ------------------------- | -- | -- | -- | ---- | -- | ----- | ----- | --- |
| y - Hawks d'Atlanta       | 41 | 31 | 72 | .569 | –  | 25–11 | 16–20 | 9–3 |
| x - Heat de Miami         | 40 | 32 | 72 | .556 | 1  | 21–15 | 19–17 | 6–6 |
| x - Wizards de Washington | 34 | 38 | 72 | .472 | 7  | 19–17 | 15–21 | 3–9 |
| o - Hornets de Charlotte  | 33 | 39 | 72 | .458 | 8  | 18–18 | 15–21 | 8–4 |
| o - Magic d'Orlando       | 21 | 51 | 72 | .292 | 20 | 11–25 | 10–26 | 4–8 |

## Effectif

### Effectif actuel
| Wizards de Washington Effectif en fin de saison régulière       |    |                        |                          |                     |
| Entraîneur : Scott Brooks                                       |    |                        |                          |                     |
| Ailier / Ailier fort                                            | 9  |                        | Deni Avdija (R)          | Maccabi Tel-Aviv    |
| Arrière                                                         | 3  | Drapeau des États-Unis | Bradley Beal (C)         | Florida             |
| Ailier fort                                                     | 42 |                        | Dāvis Bertāns            | Saski Baskonia      |
| Ailier                                                          | 17 | Drapeau de l'Allemagne | Isaac Bonga              | Francfort Skyliners |
| Pivot                                                           | 13 | Drapeau des États-Unis | Thomas Bryant            | Indiana             |
| Pivot                                                           | 21 | Drapeau des États-Unis | Daniel Gafford           | Arkansas            |
| Ailier fort                                                     | 16 | Drapeau des États-Unis | Anthony Gill (R)         | Virginia            |
| Ailier fort                                                     | 8  | Drapeau du Japon       | Rui Hachimura            | Gonzaga             |
| Arrière / Ailier                                                | –  | Drapeau des États-Unis | Caleb Homesley (R)       | Liberty             |
| Ailier / Ailier fort                                            | 1  | Drapeau des États-Unis | Chandler Hutchison       | Boise State         |
| Pivot                                                           | 27 |                        | Alex Len                 | Maryland            |
| Pivot                                                           | 15 | Drapeau des États-Unis | Robin Lopez              | Stanford            |
| Arrière / Ailier                                                | 24 | Drapeau des États-Unis | Garrison Mathews (TW)    | Lipscomb (en)       |
| Meneur                                                          | 19 | Drapeau du Brésil      | Raulzinho Neto           | CB Murcie           |
| Meneur                                                          | 14 | Drapeau des États-Unis | Ish Smith                | Wake Forest         |
| Meneur                                                          | 4  | Drapeau des États-Unis | Russell Westbrook        | UCLA                |
| Meneur                                                          | 5  | Drapeau des États-Unis | Cassius Winston (R) (TW) | Michigan State      |
| (C) - Capitaine, (R) - Rookie, (TW) - Two-way contract, Blessé. |    |                        |                          |                     |

## Récompenses durant la saison
| Date                | Joueur            | Récompense                                   |
| ------------------- | ----------------- | -------------------------------------------- |
| 19 février          | Bradley Beal      | ☆ All-Star 2021 ☆                            |
| 2 mars              | Deni Avdija       | ☆ Rising Stars Challenge - Team World ☆      |
| 2 mars              | Rui Hachimura     | ☆ Rising Stars Challenge - Team World ☆      |
| 19 avril - 25 avril | Bradley Beal      | Joueur de la semaine dans la Conférence Est. |
| Avril               | Scott Brooks      | Entraîneur du mois dans la Conférence Est.   |
| 3 mai - 9 mai       | Russell Westbrook | Joueur de la semaine dans la Conférence Est. |
| Mai                 | Russell Westbrook | Joueur du mois dans la Conférence Est.       |
| 15 juin             | Bradley Beal      | All-NBA Third Team                           |

## Transactions

### Joueurs qui re-signent
| Date       | Joueur           | Contrat                                                  |
| ---------- | ---------------- | -------------------------------------------------------- |
| 21/11/2020 | Garrison Mathews | Two-way contract                                         |
| 22/11/2020 | Dāvis Bertāns    | Contrat partiellement garanti de 80 000 000 $ sur 5 ans. |

### Options dans les contrats
| Date       | Joueur          | Option                                                                          |
| ---------- | --------------- | ------------------------------------------------------------------------------- |
| 28/12/2020 | Troy Brown Jr.  | Washington active son option d'équipe de 5 170 564 $ pour la saison 2021-2022.  |
| 28/12/2020 | Rui Hachimura   | Washington active son option d'équipe de 4 916 160 $ pour la saison 2021-2022.  |
| 29/12/2020 | Jerome Robinson | Washington décline son option d'équipe de 5 340 916 $ pour la saison 2021-2022. |
| 29/12/2020 | Moritz Wagner   | Washington décline son option d'équipe de 3 893 618 $ pour la saison 2021-2022. |

### Échanges
| Novembre    | Novembre                                                                                       | Novembre | Novembre |
| ----------- | ---------------------------------------------------------------------------------------------- | --- | -------- |
| 19 novembre | Vers les Wizards de Washington - Droits sur Cassius Winston (#53) - Second tour de draft 2024  | Vers le Thunder d'Oklahoma City - Admiral Schofield - Droits sur Vít Krejčí (#37)                                                                                     | [ 22 ]   |
| Décembre    |                                                                                                | |          |
| 2 décembre  | Vers les Wizards de Washington - Russell Westbrook                                             | Vers les Rockets de Houston - John Wall - Premier tour de draft 2023 (protégé)                                                                                        | [ 23 ]   |
| Mars        |                                                                                                | |          |
| 25 mars     | Échange à trois équipes                                                                        | Échange à trois équipes | [ 24 ]   |
| 25 mars     | Vers les Wizards de Washington - Daniel Gafford (De Chicago) - Chandler Hutchison (De Chicago) | Vers les Bulls de Chicago - Troy Brown Jr. (De Washington) - Javonte Green (De Boston) - Daniel Theis (De Boston) - Compensation financière (De Boston et Washington) | [ 24 ]   |
| 25 mars     | Vers les Celtics de Boston - Luke Kornet (De Chicago) - Moritz Wagner (De Washington)          | | [ 24 ]   |

### Arrivées

#### Draft
| Date       | Joueur           | Provenance       |
| ---------- | ---------------- | ---------------- |
| 01/12/2020 | Deni Avdija (#9) | Maccabi Tel-Aviv |

#### Agents libres
|  | Joueur ayant signé un contrat non-garanti, pour intégrer les camps d'entraînement de l'équipe. |

| Date       | Joueur          | Provenance                 | Contrat                                                 |
| ---------- | --------------- | -------------------------- | ------------------------------------------------------- |
| 21/11/2020 | Raul Togni Neto | Nuggets de Denver          | Contrat de 1 882 867 $ sur 1 an.                        |
| 22/11/2020 | Robin Lopez     | Bucks de Milwaukee         | Contrat de 7 300 000 $ sur 1 an.                        |
| 27/11/2020 | Yoeli Childs    | Cougars de BYU (NCAA)      | Contrat non-garanti de 898 310 $ sur 1 an.              |
| 27/11/2020 | Caleb Homesley  | Flames de Liberty (NCAA)   | Contrat non-garanti de 898 310 $ sur 1 an.              |
| 27/11/2020 | Marlon Taylor   | Tigers de LSU (NCAA)       | Contrat non-garanti de 898 310 $ sur 1 an.              |
| 30/11/2020 | Anthony Gill    | BC Khimki Moscou           | Contrat partiellement garanti de 2 416 291 $ sur 2 ans. |
| 18/12/2020 | Jordan Bell     | Lakers de Los Angeles      | Contrat non-garanti de 1 678 854 $ sur 1 an.            |
| 23/01/2021 | Alex Len        | Raptors de Toronto         | Contrat non-garanti de 1 697 755 $ sur 1 an.            |
| 15/05/2021 | Caleb Homesley  | BayHawks d'Érie (G League) | Contrat partiellement garanti de 3 320 602 $ sur 3 ans. |

#### Two-way contracts
| Date       | Joueur                | Provenance                        |
| ---------- | --------------------- | --------------------------------- |
| 27/11/2020 | Cassius Winston (#53) | Spartans de Michigan State (NCAA) |

#### Contrat de 10 jours
| Date       | Joueur      | Provenance                  |
| ---------- | ----------- | --------------------------- |
| 23/01/2021 | Jordan Bell | Wizards de Washington       |
| 14/04/2021 | Jordan Bell | Second contrat de 10 jours. |

### Départs

#### Agents libres
| Date       | Joueur                         | Nouvelle équipe ¹               |
| ---------- | ------------------------------ | ------------------------------- |
| 06/09/2020 | Johnathan Williams (Restreint) | Galatasaray S.K.                |
| 01/12/2020 | Jerian Grant                   | Rockets de Houston              |
| 02/12/2020 | Jarrod Uthoff                  | Pelicans de La Nouvelle-Orléans |
| 11/01/2021 | Gary Payton II                 | Raptors 905 (NBA G-League)      |
| 12/01/2021 | Jordan Bell                    | BayHawks d'Érié (NBA G-League)  |
| 12/01/2021 | Yoeli Childs                   | BayHawks d'Érié (NBA G-League)  |
| 12/01/2021 | Caleb Homesley                 | BayHawks d'Érié (NBA G-League)  |
| 12/01/2021 | Marlon Taylor                  | BayHawks d'Érié (NBA G-League)  |
| 02/02/2021 | Jordan Bell                    | BayHawks d'Érié (NBA G-League)  |
| 13/05/2021 | Jordan Bell                    | Warriors de Golden State        |

#### Joueurs coupés
|  | Joueurs non conservés après les camps d'entraînements de l'équipe. |

| Date       | Joueur           |
| ---------- | ---------------- |
| 18/12/2020 | Yoeli Childs     |
| 18/12/2020 | Caleb Homesley   |
| 18/12/2020 | Marlon Taylor    |
| 19/12/2020 | Jordan Bell      |
| 17/01/2021 | Anžejs Pasečņiks |
| 30/01/2021 | Jordan Bell      |
| 08/04/2021 | Jerome Robinson  |